# 平トンネル
平トンネル（ひらトンネル）は、広島県広島市安佐北区にある中国自動車道の道路トンネル。

## 概要
広島北JCT - 戸河内ICは、長距離トンネルが6本存在する山岳区間。本トンネルは、広島北JCTから数えて2つ目である。開通当初は上り線側を使用して暫定2車線で供用していたため、上り線内部は若干凹凸が見られる他に当時の対面通行の跡が僅かながら残っている。

## 歴史
- 1983年3月24日：広島北JCT - 鹿野IC間の開通と共に供用開始（当時は暫定2車線供用）
- 1992年11月15日：下り車線のトンネルが開通。これにより中国自動車道が全線4車線された[1]。

## 隣
ここでは、広島北JCT - 戸河内IC の長距離トンネル群も記載する。
E2A 中国自動車道
(26)広島北JCT - 牛頭山トンネル - 平トンネル - 船場トンネル - 澄合トンネル・三谷トンネル（上り線のみ）  - 加計東トンネル - (26-1) 加計SIC・BS - 加計西トンネル - (27)戸河内IC